# الحاضرية الفلسفية
الحاضرية الفلسفية هو الرأي القائل بأن لا يوجد مستقبل كما لا يوجد ماضي. في بعض المدارس الفكرية. يتوسع مبدأ الحاضرية ليشمل سرمدية الأشياء أو الأفكار، (مثل أرقام). تتناقض الحاضرية مع الأبدية ونظرية تزايد كتلة الوقت الذي تعتقد أن الأحداث الماضية، مثل معركة واترلو، هي موجودة في الحقيقة، وإن لم يكن في الوقت الحاضر وكذلك الأحداث المستقبلية.

## وصلات خارجية
- Ingram، David؛ Tallant، Jonathan. "Presentism". Stanford Enclyclopedia of Philosophy. مؤرشف من الأصل في 2019-11-04.
- جانسين، تالنت؛ جانسين، م (2002)، "Presentism and Relativity (الحاضرية والنسبية)" (PDF)، British Journal for the Philosophy of Science (الدورية البريطانية لفلسفة العلوم) (نسخة ما قبل الطبع)، دار نشر بيت، ج. 54، ص. 327–346، DOI:10.1093/bjps/54.2.327، مؤرشف من الأصل (نسق المستندات المنقولة) في 2018-05-08 | ضبط استنادي | ضبط استنادي                                                                                   |
| ----------- | --------------------------------------------------------------------------------------------- |
| دولية       | - المُعرِّف مُتعدِّد الأوجه (FAST)                                                                  |
| وطنية       | - الملف الاستنادي المتكامِل (GND) - مكتبة الكونغرس (LCNAF) - المكتبة القومية الإسرائيلية (J9U) |

.
- بورن، كريغ (2006)، A Future for presentism (مستقبل للحاضرية)، أوكسفورد: دار أكسفورد للنشر، ISBN:978-0-19-921280-4، مؤرشف من الأصل في 2007-09-29.
- ماككينون، ن (2003)، "Presentism and Consciousness (الحاضرية والوعي)"، Australasian Journal of Philosophy (الدورية الأسترالية للفلسفة)، ياهو!، ج. 81، ص. 305، DOI:10.1093/ajp/jag301، مؤرشف من الأصل (جيوسيتيس) في 2009-10-26.
- بيتكوف، فيسلين (2005)، Is There an Alternative to the Block Universe View? (هل هناك افتراضية أخرى لنظرة بلوك الشاملة؟)، Pitt، مؤرشف من الأصل في 2010-09-18.